# Zosterops nigrorum
El anteojitos amarillento (Zosterops nigrorum) es una especie de ave en la familia Zosteropidae.

## Distribución y hábitat
Es  endémica de las Filipinas.
Su hábitat natural son los bosques subtropicales húmedos.